# Gustaf Taube
Carl Bengt Gustaf Taube, född den 31 oktober 1935 i London, död den 8 oktober 2022, var en svensk greve och sjömilitär. Han var son till Fredrik Taube.
Taube genomgick Militärhögskolan 1967–1969, Försvarshögskolan 1984 och dess chefskurs 1992. Han befordrades till kapten i flottan 1966, till kommendörkapten av andra graden 1971, till kommendörkapten 1972,till  kommendör 1983 och till kommendör av första graden 1987. Taube var chef för Sjökrigsskolan 1983–1985, flaggkapten vid kustflottan 1985–1986, chef för personalsektionen vid marinstaben 1987–1992 samt försvars- och marinattaché i London 1992–1996. Han övergick till reserven 1996. Taube invaldes som ledamot av Örlogsmannasällskapet 1978.  Han var vice ordförande i Sjöofficerssällskapet i Stockholm 1990–1992, vice ordförande i Carnegiestiftelsen 1987–1993 och ordförande där från 1994.

## Utmärkelser
- Kungliga Örlogsmannasällskapets förtjänstmedalj i guld (2006)[1]